# Kheireddine
Pour les articles homonymes, voir Kheireddine.
Kheireddine, anciennement Tounine et Tounin à l'époque française, est une commune de la wilaya de Mostaganem en Algérie.

## Géographie

### Toponymie
L'ancien nom de la commune de Kheireddine est Tounine. D'origine berbère, il signifie « les puits ». Après l'indépendance de l'Algérie, elle prend le nom de Boumédiène Mohamed, alias Kheireddine (son nom de maquisard durant la guerre d'Algérie), tué par l'armée française le 27 mars 1957 alors qu'il se rendait chez lui pour une visite familiale.
Ce Tounine, rebaptisé  Kheireddine, dans la banlieue de Mostaganem, ne doit pas être confondu avec le Douar Tounine, dans la même wilaya  de Mostaganem mais à 40 km à son Nord-Est, dans le Dahra.

## Histoire
Colonie agricole créée en vertu du décret du 19 septembre 1848, la commune de Tounine est située sur l’emplacement d’une zone marécageuse qui a été asséchée et peuplée par des familles de colons.

## Démographie
Selon le recensement général de la population et de l'habitat de 2008, la population de la commune de Kheireddine est évaluée à 27 606 habitants contre 22 241 en 1998.